# Nicolas Dupuis
Nicolas Dupuis (Moulins, Francia, 6 de enero de 1968) es un exjugador y entrenador de fútbol francés. Actualmente dirige a la selección de Sudán del Sur.

## Carrera como futbolista
Dupuis jugó fútbol amateur en Auvernia-Ródano-Alpes para el FC Souvigny, el AS Yzeure, el Cournon-d'Auvergne, el US Beaumont y el SA Thiers. En Yzeure, Dupuis jugó y dirigió 682 partidos en todas las competiciones.

## Carrera como entrenador
En agosto de 1996, Dupuis se convirtió en entrenador del AS Yzeure. Durante su estancia en el club, logró el ascenso al Championnat National en 2006, además de vencer al Lorient de la Ligue 1 por 1-0 en la Copa de Francia 2013-14 el 4 de enero de 2014,antes de perder ante el Lyon por 3-1 el 22 de enero de 2014 por los dieciseisavos de final.
En marzo de 2017, fue nombrado entrenador de la selección de Madagascar.El 16 de octubre de 2018, el combinado africano se clasificó para la Copa Africana de Naciones 2019 después de vencer a Guinea Ecuatorial por 1-0 en Antananarivo, lo que marcó la primera aparición de la nación en la AFCON.En dicha competencia, alcanzó los cuartos de final donde fue eliminado por Túnez.
En enero de 2019, se anunció que Dupuis combinaría su papel como entrenador de Madagascar con el de director técnico del club francés FC Fleury 91.En marzo del mismo año, Madagascar amplió su contrato hasta después de la Copa Africana de Naciones.Su contrato expiró en julio de 2019, pero en septiembre de 2019 fue ampliado por cuatro años más.
En abril de 2021, la Federación Malgache de Fútbol lo suspendió sin remuneración por "descuidar sus funciones directivas para perseguir intereses comerciales para publicidad personal", y Éric Rabésandratana se hizo cargo de la selección nacional mientras cumplía su suspensión.
Un año después, volvió a ser contratado por la selección de Madagascar.Luego de no clasificar a la Copa Africana de Naciones 2023, Dupuis presentó su renuncia al cargo en mayo de 2023.
El 28 de octubre de 2023, fue confirmado como nuevo entrenador de la selección de Sudán del Sur y firmó un contrato por tres años.

## Clubes

### Como entrenador
| Club                       | País          | Año           |
| -------------------------- | ------------- | ------------- |
| AS Yzeure                  | Francia       | 1996-2011     |
| AS Yzeure                  | Francia       | 2012-2017     |
| Selección de Madagascar    | Madagascar    | 2017-2021     |
| Selección de Madagascar    | Madagascar    | 2022-2023     |
| Selección de Sudán del Sur | Sudán del Sur | 2023-presente |